# Tsanarèthia
Tsanarèthia o Tsanarètia (Tzanareti, წანარეთი, en georgià) és una regió històrica de Geòrgia al nord de Kakhètia, que agafava el seu nom de l'antic poble dels tsanars (sanni, sànons, tzan, etc.). Correspon a grans trets a la part nord de la regió de Mtskheta-Mtianeti. A l'edat mitjana el nom s'aplicava al país habitat pels tsanars (Ptolemeu sanars) que controlaven el pas de Darial. Al segle VIII els sanars eren cristians però reclamaven origen en Nizar ibn Maad ibn Murad i, per tant, d'una branca dels Banu Uqayl, cosa que no té cap fonament històric, sent l'origen dels tsanars encara desconegut, (podrien ser una branca dels sàrmates, o seguint a Vladimir Minorsky i al circassià Amkhad Jaimukha, una branca dels pobles de llengua nakh (vainaks, és a dir txetxens i inguixos). Els tsanars foren assimilats aviat pels georgians adoptant la seva llengua i religió; foren anomenats tsans, nom que encara s'empra ocasionalment com denominació regional. Durant el domini musulmà els tsanars es van revoltar vers el 775 i segons Yakubi van demanar ajut als romans d'Orient, khàzars i sakalibes (eslaus); la tribu va esdevenir aviat la força dominant a la Kakhètia i va tenir un paper destacat en la formació del regne de Kakhètia vers el 787, amb l'elecció d'un cap de tribus com a sobirà amb títol de khorepiscopi (príncep bisbe). Els àrabs anomenaven al país Sanària (Sanãrya o Sanãryia). El segle ix sembla que es van debilitar i el clan dels gardabanians va assolir el poder el 827. Al final del segle x, Tsanària va caure en mans d'Herècia i el rei her, Joan Senaquerim va adoptar el títol de rei d'Herècia i dels tsanars.